# تورگن
تورگن (به لاتین: Türgen) یک قله است که در مغولستان واقع شده‌است. تورگن ۴٬۰۲۹ متر بالاتر از سطح دریا واقع شده‌است.